# Ian Twinn
Ian David Twinn (ur. 26 kwietnia 1950 w Cambridge) – brytyjski polityk, poseł do Izby Gmin, od 2003 do 2004 deputowany do Parlamentu Europejskiego.

## Życiorys
Kształcił się na Uniwersytecie Walijskim i Reading University. Uzyskał stopień doktora. Pracował jako wykładowca zagospodarowania przestrzennego na South Bank Polytechnic. Przystąpił do Partii Konserwatywnej. Od 1983 do 1997 przez trzy kadencje był deputowanym do Izby Gmin, reprezentując okręg wyborczy Edmonton. Po porażce wyborczej został jednym z dyrektorów w zrzeszeniu reklamodawców ISBA.
W wyborach w 1999 kandydował do Parlamentu Europejskiego. Mandat europosła V kadencji objął 21 października 2003, kiedy ze względów zdrowotnych zrezygnował z niego Lord Bethell. Należał do frakcji chadeckiej, pracował m.in. w Komisji Wolności i Praw Obywatelskich, Sprawiedliwości i Spraw Wewnętrznych. Bez powodzenia kandydował w kolejnych wyborach europejskich w 2004 i 2009.